# Mikael Agricola
Mikael Agricola (1510 - 9 de abril de 1557) foi um clérigo finlandês de expressão sueca, bispo de Åbo desde 1554, impulsionador da reforma protestante na Suécia e Finlândia, e criador do finlandês escrito.
Publicou as primeiras obras escritas em língua finlandesa, entre as quais o ABCkiria (Livro do ABC), estabelecendo assim a norma ortográfica do idioma, e foi publicado pela primeira vez em 17 de setembro de 1543.
Abckiria era uma cartilha destinada a ensinar noções básicas de leitura e escrita. Contém o alfabeto, alguns exercícios de ortografia e catecismo. A primeira edição teve 16 páginas. A segunda edição, escrita em 1551, tinha 24 páginas. Não se sabe da existência de cópias completas de nenhum deles, mas o conteúdo geral do livro foi discernido a partir do material existente.
É igualmente o autor da primeira tradução do Novo Testamento para finlandês.